# Moreeb-Düne

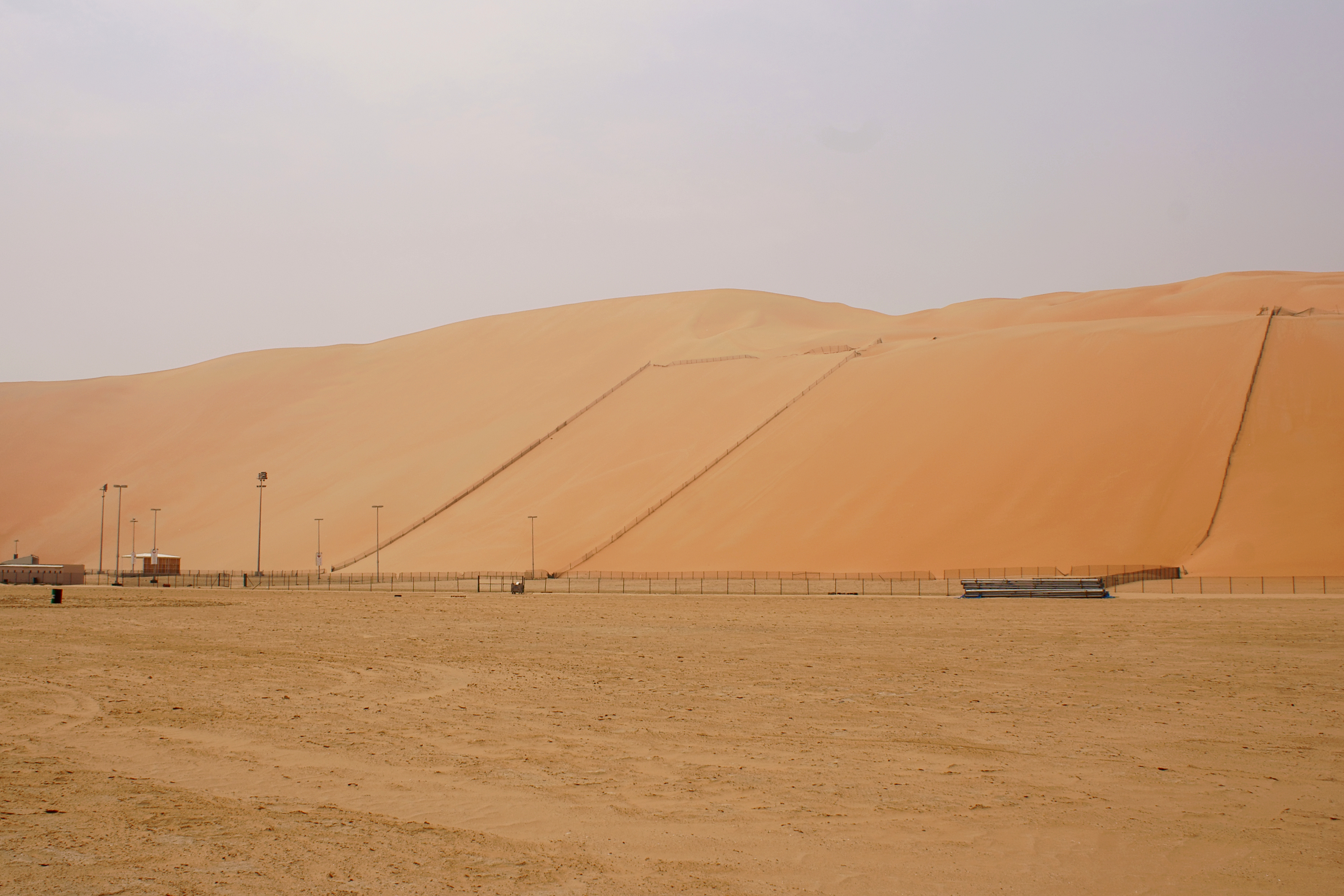
Moreeb-Düne im Sommer 2010

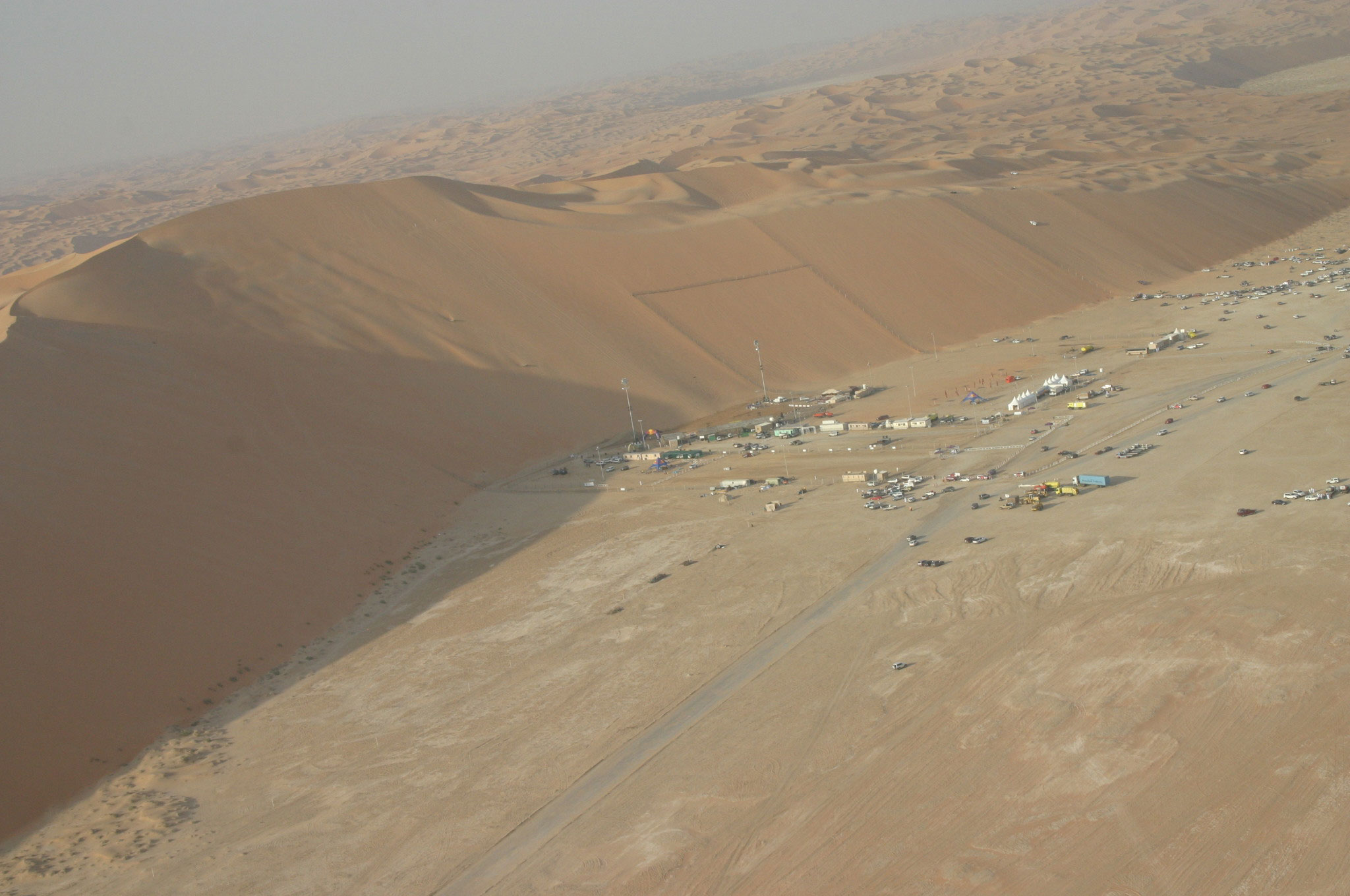
Moreeb-Düne (von oben)

Die Moreeb-Düne (arabisch تل مرعب, DMG Tall Murʿib ‚schrecklicher Hügel‘; auch Tel Moreeb) ist Teil der Rub al-Chali.

## Geographie
Die Düne ist mit 120 Meter Höhe die höchste Sanddüne der Rub al-Chali. Sie befindet sich 22° 58′ 47″ N, 53° 47′ 10″ O in der Nähe der Liwa-Oase im Emirat Abu Dhabi, wo vom Oasenzentrum Muzairi (Mezairaa) aus eine rund 25 Kilometer lange asphaltierte Straße (Luftlinienentfernung 16 km) direkt durch die Sanddünenfelder zu ihr führt.
Die Länge der Moreeb-Düne beträgt ca. 1600 Meter und ihr steiler Steigungswinkel von etwa 50 Grad ist der Grund dafür, dass für den Betrachter der optische Eindruck entsteht, dass sich diese Naturerscheinung vor ihm nahezu senkrecht in die Höhe erstreckt. Aufgrund ihrer besonderen Beschaffenheiten wurde ihr der Name „Scary Mountain“ verliehen.

## Tourismus
Alljährlich in der Winterzeit wird die Düne im Rahmen des 3-wöchigen Liwa International Festivals zum Austragungsort von wüstentypischen Motorsportarten wie Dune Racing genutzt. Touristen aus aller Welt verfolgen dann die dort veranstalteten und nach "Cars" und "Bikes" getrennten Wettbewerbe vor Ort, deren Ziel es ist, mit Fahrzeugen aller Art den Dünenkamm zu erreichen.

## Verweise
1. ↑  Liwa International Festival: Race to the top of the world’s tallest sand dune at Tel Moreeb in The National, December 30, 2013.